# Lago Ongael
El lago Ongael (o bien Uet era Ongael; en inglés: Ongael Lake) es un lago marino situado en la isla de Ongael, en Koror, parte de la República de Palaos. Hay cerca de 70 lagos marinos ubicados en las Islas Rock y en Koror. El Ongael destaca por subespecies endémicas de medusas doradas y es uno de los cinco lagos marinos en Palaos utilizados para varias investigaciones científicas en biología evolutiva.
Ongael está conectado al océano a través de grietas y túneles en la roca caliza de antiguos arrecifes del Mioceno.